# لوتس إكسيج
لوتس إكسيج  (بالإنجليزية: Lotus Exige)‏ هي سيارة من تصنيع شركة لوتس (سيارات). وهي سيارات رياضية سريعة يميزها جناح خلفي، ينظم انسياب الهواء خلفها .

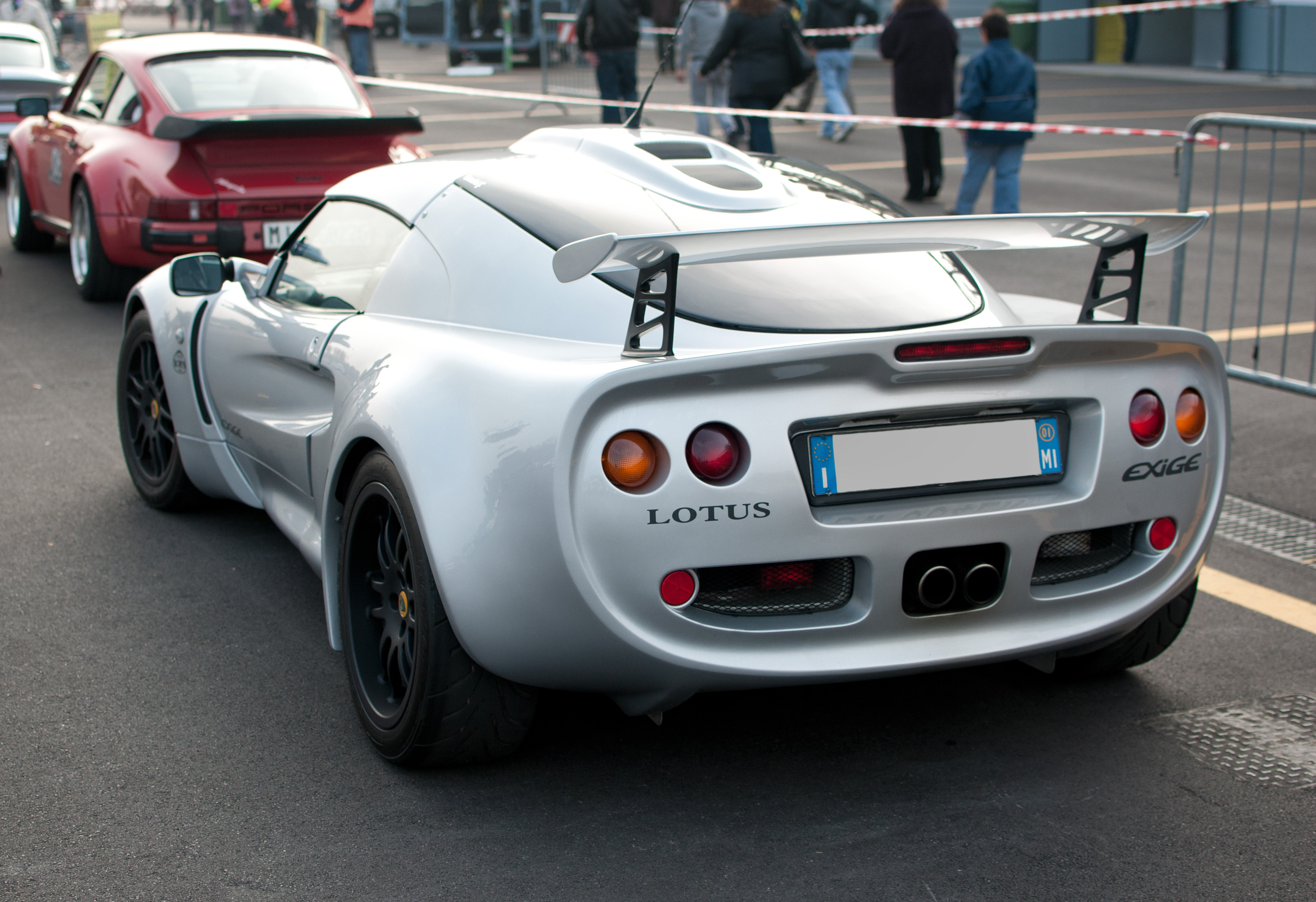
خلفية السيارة أكسيج إس1

## اقرأ أيضا
- لوتس إكسيج سبورت